# ريتشارد وونز
ريتشارد وونز (بالإنجليزية: Richard N.W. Wohns)‏ الحاصل على الدكتوراه في الطب وماجستير في إدارة الأعمال ومؤسس ورئيس NeoSpine ويعمل حاليا في منطقة بيوجت ساوند في واشنطن، الولايات المتحدة.

## عمله
حصل الدكتور ريتشارد وونز على شهادات معتمدة في جراحة الأعصاب تابعة لمستشفى سانت فرانسيس والمركز الطبي السويدي. وهو مؤسس NeoSpine التي تمتلك مكاتب في سياتل وبويالوب وبولسبو وواشنطن. يعتبر وونز من الأطباء المميزين في جراحة العمود الفقري ورئيس NeoSpine التي وضعت مراكز العمود الفقري للمرضى الخارجيين على الصعيد الوطني. تم الحصول على NeoSpine من قبل Symbion في المؤتمر الوطني العراقي، في عام 2008، واصل وونز العمل كمستشار خاص لجراحة العمود الفقري للمرضى الخارجيين. وكان أيضا أحد مؤسسي الجراحة الشعاعية الأمريكية التي تم الحصول عليها من قبل تحالف الأورام في عام 2011. وهو مدير مجلس إدارة قناة الرعاية الحرجة والمستشار السياسي لـ Nuvasive ومستشار لعدد من شركات أجهزة العمود الفقري ومدير مجموعة وونز الاستشارية.
منذ عام 1995، كان وونز أستاذا سريريا مشاركا في جراحة الأعصاب في جامعة واشنطن.
قام وونز بأداء أكثر من 3000 عملية جراحية في عنق الرحم في العيادات الخارجية، وتشمل خبرته: جراحة العمود الفقري للمرضى الخارجيين، وجراحات العمود الفقري المعقدة، وجراحات العمود الفقري العنقية والقطنية باستخدام أقراص اصطناعية. وهو يحاضر على الصعيدين الوطني والدولي ويستضيف مؤتمرات القمة السنوية على أحدث التطورات في تقنيات جراحة العمود الفقري.

## جوائزه
في مارس 2014، تم اختيار وونز في مقال نُشر في بيكر هوسبيتال ريفيو بعنوان «أذكى 40 شخص في الطب والرعاية الصحية». واُعترف به في سبتمبر 2013 في مراجعة العمود الفقري لبيكر. وقد تم إدراجه من ضمن 50 من الجراحين والمتخصصين في العمود الفقري من قبل بيكر أسك ريفيو في فبراير 2010. وقد تم الاعتراف به في عام 2009 كأحد أفضل ثلاثة مدراء تنفيذيين للرعاية الصحية من قبل مجلة سياتل للأعمال.